# Kaliumdioxalatocuprat(II)
Kaliumdioxalatocuprat(II), K2[Cu(C2O4)2], ist eine kristalline chemische Verbindung, die in Form ihres Hydrats oder wasserfrei vorliegen kann.

## Darstellung
Es gibt verschiedene Möglichkeiten Kaliumdioxalatocuprat(II)-Dihydrat herzustellen. So kann Kaliumhydroxid, Oxalsäure und Kupfersulfat verwendet werden.
Dabei reagiert die Kalilauge mit der Oxalsäure zu Kaliumoxalat.
{\displaystyle {\ce {2 KOH + H2C2O4 -> K2C2O4 * H2O + H2O}}}
Zur Herstellung des Kaliumdioxalatocuprats(II) werden die beiden warmen Lösungen von Kaliumoxalat und Kupfersulfat vereinigt, beim Abkühlen kristallisiert dann das Produkt in Form des Dihydrats aus.
{\displaystyle {\ce {2 K2C2O4 * H2O + CuSO4* 5H2O -> K2[Cu(C2O4)2] * 2H2O + K2SO4 + 4 H2O}}}

## Eigenschaften

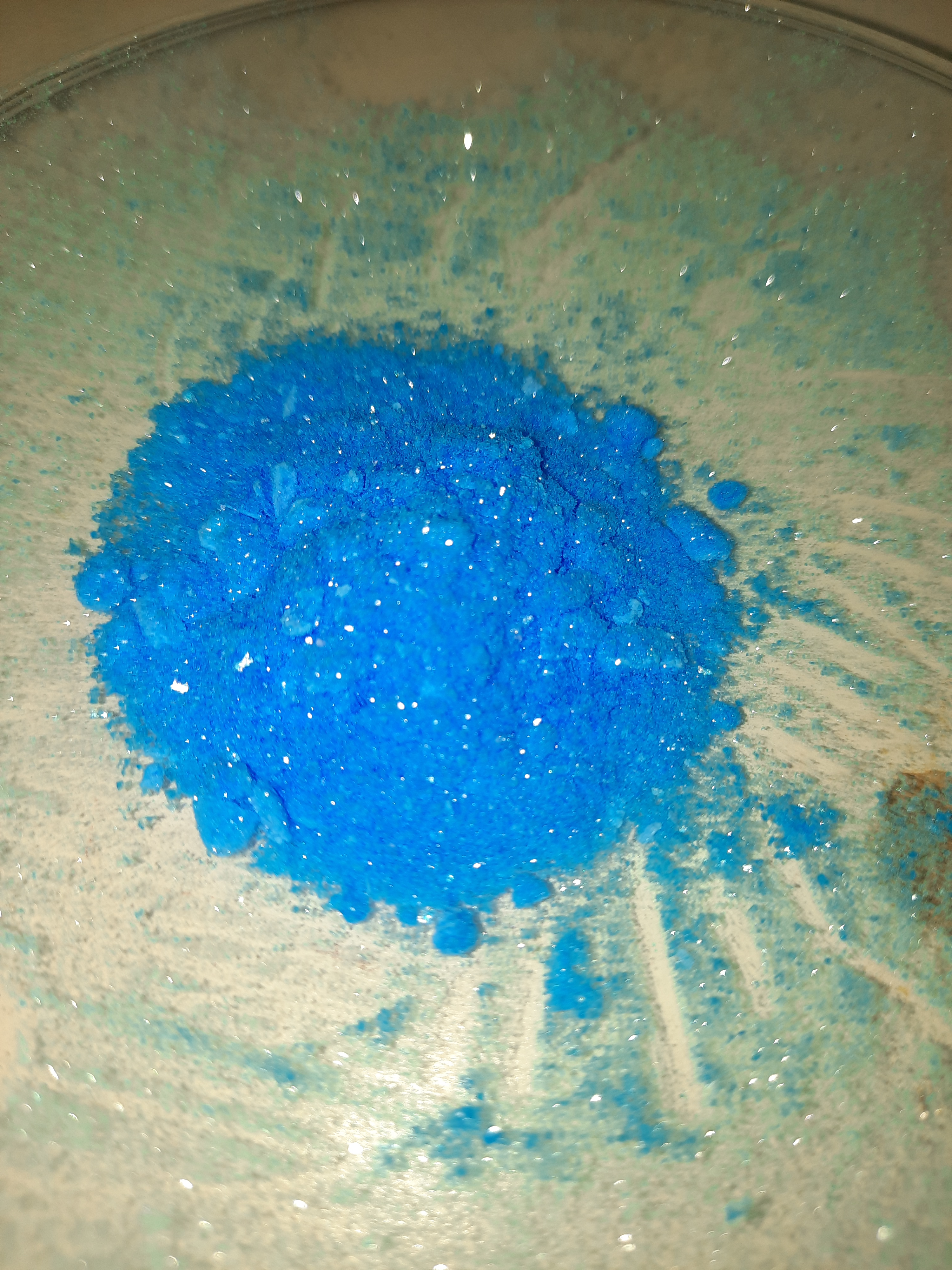
Kaliumdioxalatocuprat(II)-Dihydrat

Kaliumdioxalatocuprat(II)-Dihydrat bildet kleine, blassblaue, schimmernde Kristalle. Es löst sich in kaltem Wasser wesentlich schlechter als in warmem Wasser. Das Dihydrat geht bei 105–110 °C in die wasserfreie Verbindung Kaliumdioxalatocuprat über. Beim Erhitzen auf 500 °C zersetzt sich das wasserfreie Kaliumdioxalatocuprat an der Luft zu den Feststoffen Kaliumcarbonat (K2CO3), Kupfer(II)-oxid (CuO), sowie dem Gas Kohlenstoffdioxid (CO2).

## Sicherheitshinweise
Kaliumdioxalatocuprat(II)-Dihydrat ist gesundheitsschädlich bei Hautkontakt und beim Verschlucken. Es besitzt die Wassergefährdungsklasse 3, deshalb muss eine Freisetzung in der Umwelt vermieden werden.